# Atripalda
Atripalda község (comune) Olaszország Campania régiójában, Avellino megyében.

## Fekvése
A megye délkeleti részén fekszik, a Sabato folyó völgyében. Határai: Aiello del Sabato, Avellino, Cesinali, Manocalzati, San Potito Ultra, Santo Stefano del Sole és Sorbo Serpico.

## Története
Első írásos emléke 1086-ból származik. Nevét valószínűleg egykori hűbérura, Truppoaldo Racco gróf után kapta. Területén találták meg a római Abellinum városának romjait, melyet a 7. században hagytak el lakosai, egy új települést alapítva a magasabban fekvő mai központ területén. A középkorban virágzó gazdasága volt, elsősorban malmainak és papírmanufaktúráinak köszönhetően.  A 19. században nyerte el önállóságát, amikor a Nápolyi Királyságban felszámolták a feudalizmust.

## Népessége
A lakosság számának alakulása:

## Fő látnivalók
- Sant’Ippolisto-templom
- Arciconfraternita dell’Annunziata-templom
- Santissimo Rosario-templom
- Dogana dei Grani (középkori magtár)